# David LaChapelle
David LaChapelle (Fairfield, Connecticut, 11 de març de 1963) és un fotògraf i director estatunidenc de cinema i vídeos musicals, el treball del qual es caracteritza per presentar imatges grotescament glamuroses.

## Biografia

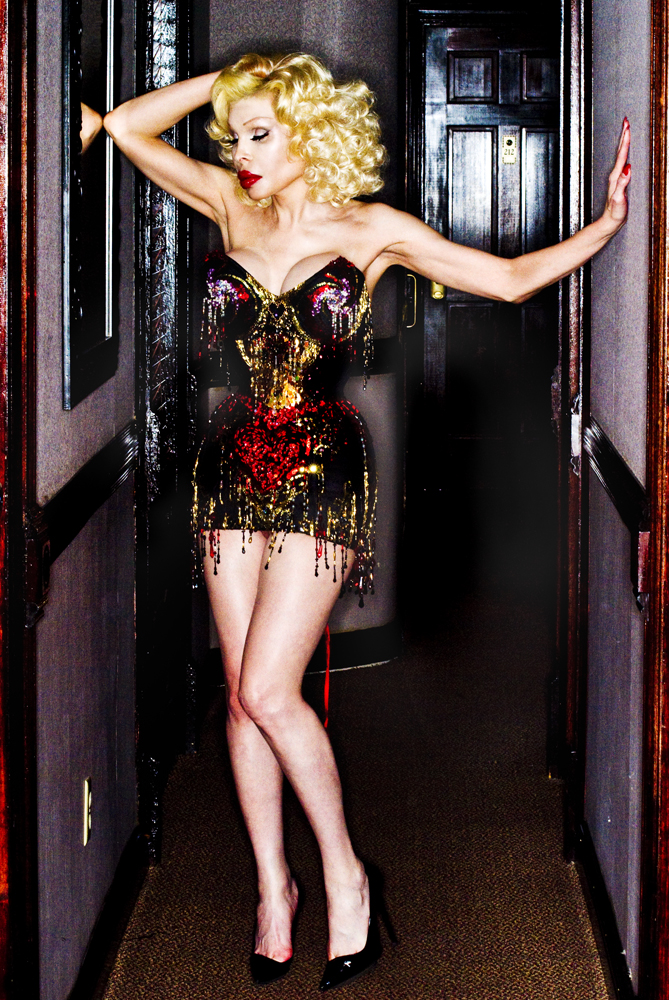
Foto d'Amanda Lepore, una de les muses de David LaChapelle

El seu primer contacte amb la fotografia va esdevenir als 6 anys, en unes vacances a Puerto Rico. Allí va utilitzar la càmera per retratar a la seva mare, Helga LaChapelle, qui vestia un biquini i bevia cava en un balcó: ella mateixa li va indicar com havia de realitzar la foto. A partir d'aquell moment, es va obsessionar amb l'art de la fotografia.
Als 15 anys es va mudar a Nova York. Va mentir respecte a l'edat i així va poder aconseguir feina a la discoteca Studio 54, on netejava les taules de grans celebritats i artistes, com Liza Minnelli. Més endavant, el seu pare el descobreix i el porta un altre cop al sud, on és obligat a estudiar a l'Escola d'Arts de Carolina del Nord.
Als 18 anys es torna a traslladar a Nova York i ingressa en l'Arts Students League i en l'School of Visual Arts. Realitza exposicions a 303 Gallery, Trabia McAffee i altres, fins que els seus treballs acaben cridant l'atenció del seu ídol, Andy Warhol i els editors de la revista Interview, els quals li ofereixen el seu primer treball professional.
Treballant a la revista Interview, LaChapelle ràpidament comença a fotografia algunes de les figures més famoses de l'època. En poc temps, ja estava realitzant reportatges per a les editorials més tops del món, i creant les campanyes de publicitat més memorables d'una generació. Les seves fotografies han aparegut a les portades, contraportades i interior de revistes com Vogue Italia, Vogue Paris, Vanity Fair, GQ, Rolling Stone i I-D. En els seus vint anys com fotògraf de publicitat, ha fotografiat famosos tan diversos com Tupac Shakur, Madonna, Amanda Lepore (la qual és una de les seves muses més recurrents de les quals disposa), Eminem, Philip Johnson, Lance Armstrong, Pamela Anderson, Lil' Kim, Uma Thurman, Elizabeth Taylor, David Beckham, Paris Hilton, Jeff Koons, Leonardo DiCaprio, Hillary Clinton, Muhammad Ali, i Britney Spears.
Després d'establir-se com un dels millors fotògrafs en la fotografia contemporània, LaChapelle amplia el seu treball per incloure la direcció de vídeos musicals, esdeveniments en viu al teatre, cinema i documentals. Entre la direcció d'aquests projectes hi ha vídeos musicals fets a artistes com: Christina Aguilera, Moby, Jennifer Lopez, Britney Spears, The Vines i No Doubt. També va treballar amb Elton John per dissenyar i dirigir l'espectacle de las Vegas en 2004: The Red Piano. Més tard, el seu creixent interès pel cinema el va conduir a produir el documental Krumped, què tracta sobre un estil de dansa; va ser estrenat i premiat al Sundance Film Festival i del qual va desenvolupar Rize, la seva primera pel·lícula. Aquesta es va estrenar als Estats Units l'estiu de 2005, i degut a la bona crítica que va obtenir, aquell mateix any va ser elegida per obrir The Tribeca Film Festival a Nova York.
Els últims anys han conduït al fotògraf als seus orígens. Ha exposat amb algunes de les galeries més prestigioses del món i als museus, on ha exhibit les seves millors obres. En 2009 va fer exposicions a la Ciutat de Mèxic al Museu de l'Antic Col·legi de Sant Ildefonso, a París en el Museu de la Monnaie, i a Guadalajara al Museu de Les Arts. En 2010, LaChapelle va muntar dues exposicions individuals al Museu de l'Art Contemporani de Taipei, així com en el Museu de l'Art de Tel-Aviv. La seva última sèrie d'obres utilitza les seves fotografies com si fossin un collage: primer destrueix la imatge què ha fotografiat, i més tard realitza la construcció de les seves noves obres en forma de collage.

## Videografia
- 1994 - Penny Ford - "I'll be there"
- 1997 - The Dandy Warhols - "Not if you were the last junkie on Earth"
- 1997 - Space Monkeys - "Sugar cane"
- 2000 - Kelis - "Good stuff"
- 2000 - Moby - "Natural blues"
- 2000 - Enrique Iglesias - "Sad eyes"
- 2001 - Elton John - "This train don't stop there anymore"
- 2001 - Mariah Carey amb Da Brat i Ludacris - "Loverboy"
- 2002 - Elton John - "Original sin"
- 2002 - The Vines - "Outathaway"
- 2002 - Christina Aguilera amb Redman - "Dirrty"
- 2002 - Avril Lavigne - "I'm With You|I'm with you"
- 2003 - Jennifer Lopez - "I'm glad"
- 2003 - Whitney Houston - "Try it on my own"
- 2003 - Christina Aguilera amb Lil' Kim - "Can't hold us down"
- 2003 - Macy Gray - "She ain't right for you"
- 2003 - Christina Aguilera - "The voice within"
- 2003 - Blink 182 - "Feeling this"
- 2003 - No Doubt - "It's My Life"
- 2004 - The Three Bad Girls - "Like you"
- 2004 - Britney Spears - "Everytime"
- 2004 - Joss Stone - "Super duper love"
- 2004 - Norah Jones - "Those sweet words"
- 2004 - Elton John - "Answer in the sky"
- 2004 - Elton John - "All that I'm allowed"
- 2004 - Gwen Stefani amb Eve - "Rich girl"
- 2005 - Robbie Williams - "Advertising space"
- 2006 - Elton John - "Someone saved my life tonight"
- 2007 - Amy Winehouse - "Tears dry on their own"
- 2007 - Jennifer Lopez - "Do it well"

## Llibres
- LaChapelle Land (1996)
- Hotel LaChapelle (1999)
- Artists & Prostitutes[3] (2005)
- Heaven to Hell[4] (2006)

## Premis
- 1995: "Millor Fotògraf Nou" per la revista Photo, a les seves edicions estatunidenca i francesa
- 1996: "Premi Fotògraf de l'Any" als VH1 Fashion Awards. "Premi Fotografia Aplicada de l'Any" pel Centre internacional de Fotografia (ICP)
- 2004: "Millor Documental" a l'Aspen Film Festival